# Humorous Phases of Funny Faces
Humorous Phases of Funny Faces es un cortometraje mudo estadounidense de 1906 basado en una popular obra de vodevil y dirigido por J. Stuart Blackton.
La película, en la que alguien dibuja en un pizarrón caras que después se mueven, es conocida como la primera animación de la historia registrada en película convencional. También tiene movimientos como un perro saltando y pasando por un aro, una escena en la que se hace uso de la técnica del paso de manivela, que hace parecer que fuera tiza. La película se mueve a 20 fotogramas por segundo.
Esta animación se adelantó a otras que vendrían muy poco tiempo después, como por ejemplo Katsudō Shashin (1907), que es el primer cortometraje animado japonés.